# Daniel Knebel
Daniel Knebel (* 17. Februar 1984 in Hanau) ist ein deutscher Politiker der rechtsextremen Partei NPD. Er war von 2012 bis 2014 Landesvorsitzender der NPD Hessen.

## Leben
Daniel Knebel schloss sich mit 15 Jahren der rechten Szene an und ist seit 1999 in der NPD und im Nationalen Widerstand aktiv. 2004 legte er an der Kopernikusschule Freigericht das Abitur ab und leistete danach seinen Grundwehrdienst als Panzergrenadier ab. 2009 schloss er eine Ausbildung zum Industriekaufmann ab.
In Rodenbach im Main-Kinzig-Kreis gehörte er zum Kreisvorstand der NPD und wurde auch bei Land- und Bundestagswahlen aufgestellt. So kandidierte er bei der Landtagswahl in Hessen 2009 im Wahlkreis Main-Kinzig II, wo er 0,9 % der Erststimmen errang. 2008 wurde er Landesvize in Hessen hinter Jörg Krebs. 2012 übernahm er mit nur einer Gegenstimme den Landesvorsitz. Als Stellvertreter wurden Daniel Lachmann, Stefan Jagsch und Markus Arlt gewählt.
Er tritt bei rechtsextremen Veranstaltungen bundesweit als Redner auf. Bei der Bürgermeisterwahl 2012 im hessischen Altenstadt gewann er lediglich 2,6 % der Stimmen.

## Bedeutung
Knebel gilt nach Angaben des Verfassungsschutzes, des Onlineportals Endstation Rechts und der Frankfurter Rundschau als militanter Hardliner aus der rechtsextremen Szene, der das Vertrauen der Freien Kameradschafts- und der Autonomen-Nationalisten-Szene genießt.